# Syneches grandis
Syneches grandis är en tvåvingeart som beskrevs av Frey 1953. Syneches grandis ingår i släktet Syneches och familjen puckeldansflugor. Inga underarter finns listade i Catalogue of Life.